# Уильям Макинтош из Борлума
Уильям Макинтош, 4-й из Борлума (англ. William Mackintosh of Borlum; 1658 — 7 января 1743) — шотландский племенной лидер, бригадный генерал, лидер якобитского восстания 1715 года.

## Происхождение
Уильям Макинтош, 4-й из Борлума, был главой боковой ветви Макинтош из Борлума клана Макинтош, шотландского клана Шотландского нагорья. Старший сын Уильяма Макинтоша, 3-го из Борлума (? — 1716), и Мэри, дочери Дункана, бейли из Дунсана . Их резиденция находилась в замке Борлум, который находился недалеко от Инвернесса.

## Восстание якобитов 1715 года
Уильям Макинтош, 4-й из Борлума, добился определенных успехов на французской службе. Когда в 1715 году вспыхнуло восстание якобитов в пользу Джеймса Фрэнсиса Эдварда Стюарта, вождь клана Макинтош вместе с Макинтошом из Борлума двинулся в город Инвернесс, чтобы провозгласить короля Джеймса. Макинтош из Борлума перехватил пост, согласно которому правительство предоставило сэру Роберту Манро, 5-му баронету из Фулиса, должность коменданта Инвернесса. Лидером восстания якобитов был Джон Эрскин, граф Мар, который отправил отряд из 2500 человек под командованием бригадного генерала Уильяма Макинтоша из Борлума. Они пересекли Ферт-оф-Форт на лодках 11 и 12 октября 1715 года, но только около 1500 из них переправились, включая весь полк Макинтоша. Макинтош из Борлума был близок к захвату Эдинбурга, но он был слишком хорошо защищен, и поэтому вместо этого он овладел Лейтом, где закрепился в форте, построенном Оливером Кромвелем. Герцог Аргайл, который поддерживал центральное правительство, приблизился к форту, но отступил, увидев, что штурм бесполезен без пушек и что захватчики проявляют неповиновение.
Бригадный генерал Уильям Макинтош из Борлума затем переехал в Сетон-хаус, который был резиденцией Джорджа Сентона, лорда Уинтона. Находясь там, 18 марта он получил приказ отправиться в Англию и объединить силы с лордом Кенмуром и английским якобитом Томасом Форстером. Однако марш якобитов в Англию оказался катастрофическим. Уильям Макинтош из Борлума был против этого шага, желая вместо этого встретиться с кланами якобитов под командованием генерала Джона Гордона, и этот шаг, по крайней мере, обеспечил бы Шотландию для якобитов. Вместо этого армия якобитов, теперь находившаяся под командованием Томаса Форстера, потерпела поражение в битве при Престоне в Ланкашире. В ходе боя атака бригадного генерала Макинтоша из Борлума неоднократно отражалась с тяжелыми потерями, нанесенными атакующим. Однако после поражения якобитов бригадный генерал Макинтош из Борлума был взят в плен и удержан в качестве заложника. Он был заключен в тюрьму Ньюгейт в Лондоне. 14 апреля 1716 года вместе с Томасом Форстером Уильям Макинтош был задержан за государственную измену и допрошен перед комиссией. Они не признали себя виновными, и у них было три недели на подготовку к суду 5 мая 1716 года. Форстер сбежал из тюрьмы около 11 часов 4 мая, и Макинтош вместе с примерно пятнадцатью другими одолел охрану и бежал. Семь человек были пойманы в лабиринтах Лондона, но остальным, в том числе бригадному генералу Уильяму Макинтошу из Борлума, удалось бежать. Правительство предложило награду в размере 1000 фунтов стерлингов за его поимку. Джон Преббл считает, что Макинтош из Борлума действительно должен был возглавить восстание вместо графа Мара.

## Восстание якобитов 1719 года
Бригадный генерал Уильям Макинтош, 4-й из Борлума, бежал за границу, а его отец Уильям Макинтош, 3-й из Борлума, умер в том же 1716 году. Он вернулся с небольшим отрядом в 6000 шотландцев и испанцев во время восстания якобитов в 1719 году, которые высадились на острове Льюис под командованием Уильяма Мюррея, маркиза Таллибардина, но впоследствии потерпели поражение в битве при Глен-Шиле. Макинтош из Борлума некоторое время оставался в Шотландии незамеченным, но в конце концов был задержан и заключен в Эдинбургский замок. Остаток жизни он провел в тюрьме. Пробыв в плену почти четверть века, он умер 7 января 1743 года, верный своим принципам-якобитам, в возрасте 80 лет. За время пребывания в плену он опубликовал «трактат о сельском хозяйстве», а за год до своей смерти «план по ограничению грабежей в Хайленде», который, судя по всему, успешно использовался тридцать лет спустя.

## Семья
Уильям Макинтош, 4-й из Борлума, женился на Мэри Рид, и у них было двое сыновей Лахлан и Шоу, которые оба эмигрировали в колонию Джорджия вместе с Хайлендскими рейнджерами, полком британской армии, который был завербован Джеймсом Оглторпом. Братья Лахлан и Шоу участвовали в Войне за Ухо Дженкинса (1739—1748). Ему наследовал его старший сын Лахлан Макинтош, 5-й из Борлума.